# Guillermo Betancourt
Guillermo Betancourt Scull (?, 1963. július 19. –) világbajnok, olimpiai ezüstérmes kubai tőrvívó.